# Dirinaria subconfluens
Dirinaria subconfluens är en lavart som beskrevs av D.D. Awasthi 1975. Dirinaria subconfluens ingår i släktet Dirinaria och familjen Caliciaceae.   Inga underarter finns listade i Catalogue of Life.